# 毕倚虹
毕倚虹（1892年—1926年），名振达，字倚虹，别署几庵、清波、春明逐客、婆婆生等，男，江苏仪征人，中国近现代小说家。

## 家庭
- 祖母刘氏是劉銘傳之女，父亲毕畏三[4]:1。

- 第一任妻子杨全荫（字芬若），父杨圻，母李国香（又名李道清，李鸿章外孙女、李经方之女）。两人育有四子三女。四子分别是庆昌、庆康、庆芳（后改名毕季龙）、庆杭（后改名毕朔望）。毕杨婚姻以离婚结束，毕倚虹抚养子女。毕逝世后，诸子由亲友扶助，三子庆芳过继其弟毕介青为嗣子。诸女则由杨全荫的姐妹抚养[4]:13、17。
- 第二任妻子汪琫琤，在1925年9月21日因早产逝世。此时，毕汪两人结婚尚不足八个月[4]:11。
- 第三任妻子缪世珍，育有一女[4]:13。